# Werner Seibold
Pour les articles homonymes, voir Seibold.
Werner Seibold, né le 24 janvier 1948 à Tegernsee et mort le 29 novembre 2012, est un tireur sportif ouest-allemand.

## Carrière
Werner Seibold participe aux Jeux olympiques de 1976 à Montréal et remporte la médaille de bronze dans l'épreuve de la carabine 50 mètres trois positions.